# FC Tirol Innsbruck
Tirol Innsbruck – klub piłkarski z Innsbrucku istniejący w latach 1993–2002. Zdobył 3-krotnie mistrzostwo Austrii (2000, 2001, 2002). W 2001 dotarł też do finału Pucharu Austrii. W 2002 ogłosił bankructwo, a jego spadkobiercą został klub Wacker Innsbruck.

## Europejskie puchary
Legenda do wszystkich tabel:
- Q – runda eliminacyjna, 1/16, 1/8, 1/4, 1/2 – odpowiednia faza rozgrywek, Grupa – runda grupowa, 1r gr – pierwsza runda grupowa, 2r gr – druga runda grupowa, F – finał, R – runda, PO – play-off
- k. – rzuty karne, los. – losowanie, Dogr. – dogrywka, w. – zasada bramek strzelonych na wyjeździe

| Sezon   | Rozgrywki                 | Runda    | Klub                | Dom             | Wyjazd          | Ogólnie         |
| ------- | ------------------------- | -------- | ------------------- | --------------- | --------------- | --------------- |
| 1993/94 | Puchar Zdobywców Pucharów | 1R       | Ferencváros         | 3–0             | 1–2             | 4–2             |
| 1993/94 | Puchar Zdobywców Pucharów | 2R       | Real Madryt         | 1–1             | 0–3             | 1–4             |
| 1994/95 | Puchar UEFA               | 1R       | Dinamo Tbilisi      | 5–1             | 0–1             | 5–2             |
| 1994/95 | Puchar UEFA               | 2R       | Deportivo La Coruña | 2–0             | 0–4             | 2–4             |
| 1995    | Puchar Intertoto          | Grupa 11 | Floriana FC         |                 | 4–0             | 2. miejsce      |
| 1995    | Puchar Intertoto          | Grupa 11 | Hapoel Petach Tikwa | 2–0             |                 | 2. miejsce      |
| 1995    | Puchar Intertoto          | Grupa 11 | RC Strasbourg       |                 | 0–4             | 2. miejsce      |
| 1995    | Puchar Intertoto          | Grupa 11 | Gençlerbirliği      | 3–2             |                 | 2. miejsce      |
| 1995    | Puchar Intertoto          | 1/8      | 1. FC Köln          | 1–3 (W)         | 1–3 (W)         | 1–3 (W)         |
| 1995    | Puchar Intertoto          | 1/4      | Bayer 04 Leverkusen | 2–2 (D), k: 5–3 | 2–2 (D), k: 5–3 | 2–2 (D), k: 5–3 |
| 1995    | Puchar Intertoto          | 1/2      | RC Strasbourg       | 1–1             | 1–6             | 2–7             |
| 1996/97 | Puchar UEFA               | 2Q       | Sławia Sofia        | 4–1             | 1–1             | 5–2             |
| 1996/97 | Puchar UEFA               | 1R       | FC Metz             | 0–0             | 0–1             | 0–1             |
| 1997/98 | Puchar UEFA               | 2Q       | Celtic F.C.         | 2–1             | 3–6             | 5–7             |
| 2000/01 | Liga Mistrzów             | 3Q       | Valencia CF         | 0–0             | 1–4             | 1–4             |
| 2000/01 | Puchar UEFA               | 1R       | ACF Fiorentina      | 3–1             | 2–2             | 5–3             |
| 2000/01 | Puchar UEFA               | 2R       | VfB Stuttgart       | 1–0             | 1–3             | 2–3             |
| 2001/02 | Liga Mistrzów             | 3Q       | Lokomotiw Moskwa    | 1–0             | 1–3             | 2–3             |
| 2001/02 | Puchar UEFA               | 1R       | Viktoria Žižkov     | 1–0             | 0–0             | 1–0             |
| 2001/02 | Puchar UEFA               | 2R       | ACF Fiorentina      | 2–2             | 0–2             | 2–4             |